# Благотворительный магазин

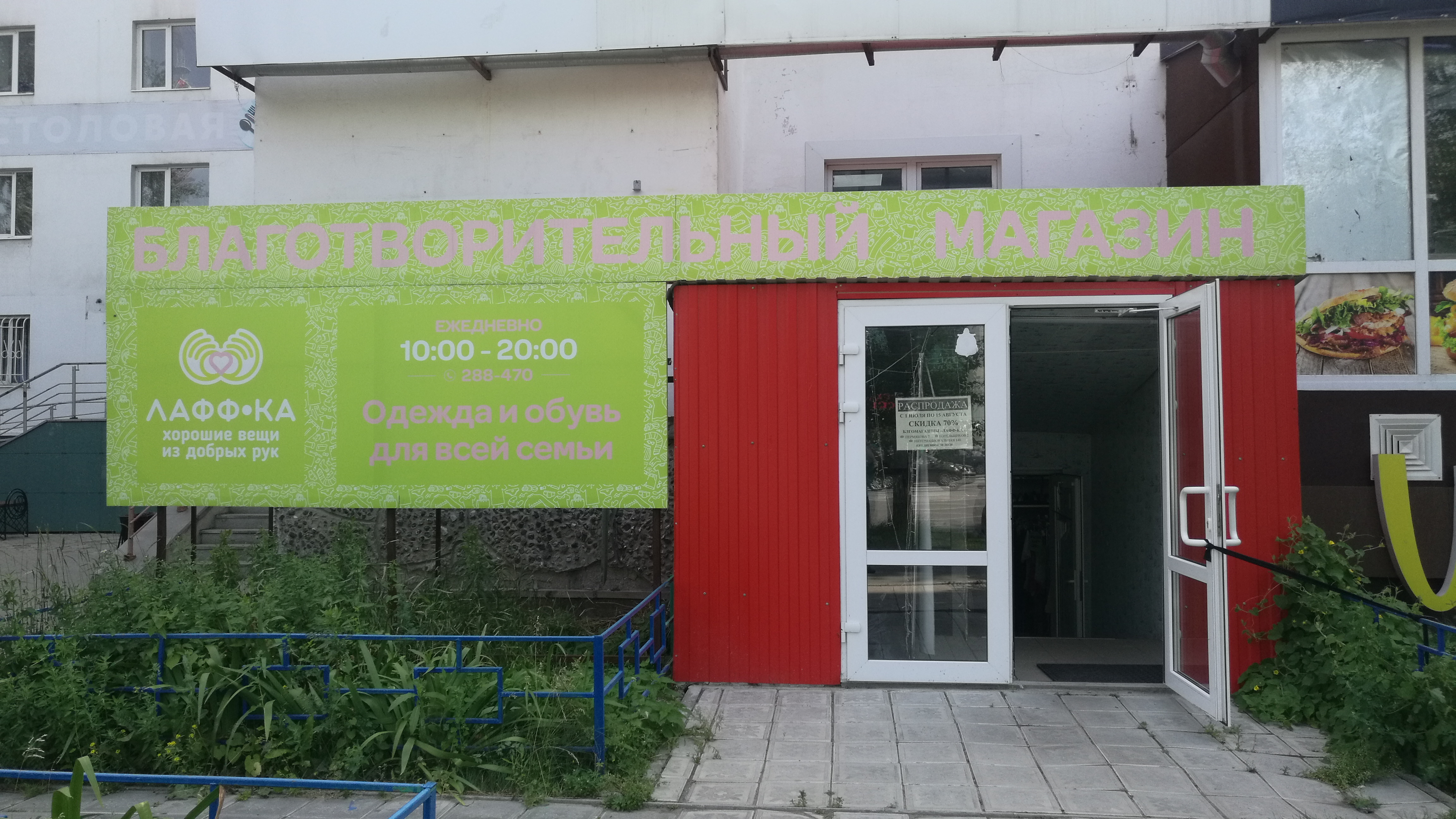
Благотворительный магазин в Тюмени

Благотворительный магазин (charity shop, thrift shop, thrift store, hospice shop (США, Канада), resale shop (США), op shop (Австралия/Новая Зеландия) (сокращение от «opportunity shop»), second-hand shop (Малайзия)) — розничный магазин, управляемый благотворительной организацией или группой активистов с целью привлечения средств на конкретную цель.
Благотворительные магазины работают по технологии социального предпринимательства, то есть занимаются коммерческой деятельностью с целью сбора средств на социальные нужды. Как правило, благотворительные магазины реализуют пожертвованные населением вещи. Так как вещи жертвуются и есть возможность организовать работу на льготных условиях в силу благотворительности проекта, продажи идут по низким ценам, что позволяет привлечь к проекту множество заинтересованных.
Обычно магазины находятся на самообеспечении, и после того, как статьи расходов закрыты, прибыль направляется на благотворительность. Статьи расходов включают в себя оборудование, зарплаты и аренду.

## Схема работы
Схема, по которой работают благотворительные магазины, позволяет приносить пользу сразу нескольким категориям участников, это:
- непосредственно благополучатели магазина (то есть те, на помощь кому идут средства — дети с проблемами здоровья, бездомные, брошенные животные и т. п.);
- люди, которые приносят вещи в магазин, не только избавляются от старых вещей, но и получают возможность сделать свой вклад в поддержку благотворительного движения;
- люди с низким доходом — у людей есть возможность приобрести необходимые вещи по стоимости от 3 до 20 раз ниже рыночной;
- люди, которые хотели бы поучаствовать в благотворительном движении, — не только «передают» деньги нуждающимся, но и приобретают нужную вещь;
- благотворительные магазины дружественны экологическому движению, пропагандируя идею повторного использования вещей и сокращения перепотребления.

Кроме того, использование бывших в употреблении предметов сокращает производство новых вещей для населения, а следовательно, и уменьшает количество потраченных на производство ресурсов.
Благотворительные магазины признаны очень эффективным социальным механизмом, потому что, в отличие от многих организаций, не призывают людей жертвовать деньги напрямую (что часто является психологически сложным действием), а предлагают, прежде всего, приобрести нужную вещь. К тому же, благотворительные магазины являются очень открытой структурой и всегда с легкостью предоставляют отчётность.

### Вещи
Благотворительные магазины продают книги, небольшую мебель, одежду, обувь, украшения, сумки, в общем, абсолютно все, что люди могут принести и считают нужным продать.
В благотворительных магазинах можно найти немало новых вещей, — часто туда приносят вещи, которые не подошли по размеру, разонравились или были подарены.
Благотворительные магазины могут сотрудничать с брендовыми стоками и продавать вещи из прошлых коллекций.

## Популярность
Благотворительные магазины очень популярны среди людей, активно вовлеченных в общественную жизнь, интеллектуалов, антиглобалистов, молодёжи, людей с высоким доходами, а также тех, кого привлекает идея «осознанного потребления». Кроме того, частыми посетителями магазинов становятся люди с низким доходом, которые имеют возможность купить товары хорошего качества по очень низким ценам, а также те, кто ищет оригинальные и неповторимые вещи. Так, благодаря огромному выбору самых невероятных вещей и дешевизне, покупка одежды в благотворительных магазинах культивировалась ранними панк-рокерами в США. Также одна из целевых групп магазина — люди, рассматривающие приобретение вещей в благотворительных магазинах как альтернативу использующим «грязные технологии» (работа детей из стран «третьего мира» на производстве, эксплуатация бедняков) глобальным брендам.

## В мире

### Великобритания
На сегодняшний день только в Великобритании около 7000 благотворительных магазинов, которые собирают средства для бездомных детей, больных раком, брошенных животных, бедных.
Во время Первой мировой войны подобные действия по сбору средств произошли, например, на рынке Степферд в Лондоне.
Было собрано 50 000 фунтов для Красного Креста.
Один из первых благотворительных магазинов Креста был открыт «Красным Крестом» на 17-й Олд Бонд стрит, в Лондоне уже в 1941-м году. Более чем двести постоянных и приблизительно 150 временных (на время войны) благотворительных магазинов были открыты Красным Крестом в 1941—1945-е годы. Условие торговой лицензии магазина, выданной Министерством торговли, заключалось в том, что все товары, предлагаемые для продажи, должны были быть подарками. Покупка для перепродажи была строго запрещена. Все доходы от продаж нужно было передать герцогу Gloucester в Красный Крест и Фонд Святого Джона. Большинство помещений были освобождены от арендной платы, но в некоторых случаях владельцы покрывали затраты на отопление и освещение.
Некоторые из первых благотворительных магазинов открыл Оксфордский комитет. Так, в декабре 1947-м году на Широкой улице в Оксфорде был открыт благотворительный магазин «секонд-хенд» Оксфордского комитета помощи голодающим. На сегодняшний день у Оксфордского комитета помощи голодающим наибольшее число благотворительных магазинов «секонд-хенд» в Великобритании — их более 700. Магазины Оксфордского комитета помощи голодающим также продают книги, и организация теперь управляет более чем 70 специализированными книжными магазинами. Оксфордский комитет помощи голодающим — крупнейший розничный продавец подержанных книг в Великобритании. У других филиалов Оксфордского комитета помощи голодающим также есть магазины в Германии, Ирландии, Нидерландах и Гонконге.
Другие благотворительные магазины тоже очень популярны — это британский «Сердечный Фонд», «Исследования рака Великобритания», «Беспокойство о возрасте», «Помощь пожилым», «Оксфордский комитет помощи голодающим», «Спасем детей». Многие детские приюты также управляют благотворительными магазинами «секонд-хенд», чтобы собрать средства.
В британских благотворительных магазинах «секонд-хенд» главным образом работают неоплаченные добровольцы. Товары для продажи на 93 % собраны с пожертвований. Обычно местные жители приносят в магазин одежду в больших пакетах. Если магазин располагается в престижном районе, то среди продаваемых вещей можно легко найти дизайнерскую одежду хорошего качества, и благотворительные магазины приобретают имидж модных экономичных стоков.

### Австралия
В Австралии основные национальные сети магазина включают Общество св. Викентия де Поля, Армию спасения, Красный Крест и Братство святого Лаврентия. Кроме того, в стране много местных, религиозных и светских благотворительных организаций, которые управляют благотворительными магазинами. Типичными среди них стали магазины, собирающие средства на приюты для животных.

### Россия
В России этот тип магазинов встречается очень редко. В то же время благотворительные магазины уже на протяжении 50 лет успешно работают в Англии, США и Австралии.
Благотворительные магазины перерабатывают большую часть поступивших к ним ненужных вещей.
... в целом благотворительные магазины имеют возможность повторно использовать или перерабатывать более 90% пожертвованной одежды, более 90% пожертвованных книг и 85% всякой электроники.
В России крупнейший благотворительный магазин Charity Shop сотрудничает привлекает студентов к переработке ненужной одежды, сотрудничая с НИУ ВШЭ и организовывая совместные акции.